# Monteiro Lobato (gmina)
Monteiro Lobato – miasto i gmina w Brazylii, w stanie São Paulo. Znajduje się w mezoregionie Vale do Paraíba Paulista i mikroregionie Campos do Jordão.